# Врхлога
Врхлога (словен. Vrhloga) — поселення в общині Словенська Бистриця, Подравський регіон‎, Словенія.